# فري رايز (الأرز المجاني)
فري رايز Freerice (وتعني بالعربية: الأرز المجاني) هو موقع إلكتروني تدعمه الإعلانات يوفر ألعابًا مجانية تُمكن اللاعبين من التبرع للجمعيات الخيرية من خلال أسئلة الاختيار من متعدد التي يقدمها الموقع، بحيث يتبرع برنامج الأغذية العالمي عشرة حبات من الأرز لكل سؤال يجيب عنه المُستخدم إجابة صحيحة.
وتشمل موضوعات الأسئلة التي يطرحها الموقع مفردات اللغة الإنجليزية (وهو الموضوع الأساسي الذي انطلق به الموقع) وجداول الضرب وما قبل الجبر والرموز الكيميائية (الأساسية والمتوسطة) وقواعد اللغة الإنجليزية واختبار سات ومفردات اللغات الأجنبية لمُتحدثي الإنجليزية (الفرنسية والألمانية والإيطالية واللاتينية والأسبانية) وعلم التشريح البشري والجغرافيا (أعلام الدول وعواصمها وتعيين مكان الدولة على الخريطة والمعالم العالمية) وتعيين الأعمال الفنية المشهورة والأدب والاقتباسات ومشكلة الجوع في العالم.
وتٌعرض النقاط التي يحصل عليها اللاعب في صورة كومة من الأرز مع عدد حبات الأرز المُتبرع بها.

## التاريخ
أنطلق الموقع في السابع من أكتوبر عام 2007 مُحققًا 830 حبة أرز مُتبرع بها في يومه الأول، وقد كان مؤسسه مُبرمج الكمبيوتر (جون برين) قد أنشأه لمساعدة ابنه على المذاكرة لاختبار سات.
وفي 20 نوفمبر عام 2007 أطلق برنامج الأغذية العالمي حملة «اطعم طفل في عيد الشكر»، مُشجعة مستخدمي الإنترنت على اقتطاع بعض الوقت من فترة التسوق الإلكتروني الأكثر ازدحامًا في العام وتقديم يد العون للجياع عن طريق استخدام اللعبة على هذا الموقع.
رفع الموقع -لفترة وجيزة- كمية الأرز المُتبرع بها عن كل إجابة صحيحة إلى عشرين حبة، ثم انخفضت مرة أخرى إلى 10 حبات فقط في غضون بضعة أشهر. وفي مارس 2009، تبرع (برين) بموقعه لبرنامج الأغذية العالمي التابع للأمم المُتحدة.

### الانطلاقة الثانية الموقع
أطلق برنامج الأغذية العالمي التابع للأمم المتحدة في سبتمبر 2010 إصدارًا جديدًا من اللعبة مضاف لها الشبكات الإجتماعية والمجموعات والتصنيفات والإنجازات، وكجزء من الانطلاقة أسقط الموقع الحرف الكبير من اسمه ليتحول من "FreeRice" إلى "Freerice".

### إصدارات اللغات من الموقع
أطلق الموقع في عام 2011 إصدارات جديدة باللغات (الأسبانية والفرنسية والإيطالية والصينية والكورية) سامحًا للمستخدمين بلعب اللعبة الشهيرة عبر عدد من الموضوعات لأول مرة بلغاتهم، ويمكن استخدام الإصدار الصيني من الموقع حاليًا دون الحاجة للإتصال بالإنترنت حيث أنهى برنامج الأغذية العالمي عقده مع الشريك المسئول عن بناء الموقع وصيانته.

### الانطلاقة الثالثة للموقع
أعلن مسئولو الموقع في 31 يوليو 2017 على صفحته الرسمية على الفيسبوك عن خطة لإعادة بنائه لجعل اللعب عبر الموقع أكثر سهولة على الهاتف المحمول، كما غيروا أيضًا الشعار ونظام الألوان، الأمر الذي يشير إلى تغيرات كبيرة لواجهة المستخدم.

## المجموعات
يسمح الموقع بإنشاء مجموعات لتتبع التبرع الكُلي لمجموعة من اللاعبين، وتظهر المجموعة ذات مجموع النقاط الأعلى على لوحة النتائج.

## الجوائز
- جائزة الاتصالات الرقمية لعام 2011 - أفضل لعبة تعاونية.
- جائزة مجلة التايمز - أفضل 50 موقع لعام 2011.
- جائزة مجلة التايمز - أفضل 50 موقع لعام 2011.

## أحداث هامة
- 7 أكتوبر 2007 - أُطلق موقع «فري رايز» مُحققُا تبرع بـ 830 حبة أرز في يومه الأول.
- 10 نوفمبر 2007 - حقق الموقع تبرع بـ 122,377,240 حبة أرز في يوم واحد، كاسرًا بذلك حاجز الـ 100,000,000 حبة أرز في اليوم.
- 28 نوفمبر 2007 - ضاعف الموقع -مع دعم الراعي المستمر- عدد الحبوب الُمتبرع بها لكل إجابة صحيحة من 10 إلى 20 حبة.
- 17 ديسمبر 2007 - حقق الموقع تبرع بـ 358,559,540 حبة أرز في يوم واحد، كاسرًا بذلك حاجز الـ 300,000,000 حبة أرز في اليوم.
- 19 ديسمبر 2007 - وصل إجمالي عدد حبات الأرز المُتبرع بها إلى 10 مليارات حبة.
- 2 إبريل 2008 - وصل إجمالي عدد حبات الأرز المُتبرع بها إلى 25 مليار حبة.
- 11 نوفمبر 2008 - وصل إجمالي عدد حبات الأرز المُتبرع بها إلى 50 مليار حبة.
- سبتمبر 2010 - أُطلق إصدارًا جديدًا من اللعبة مزود بالشبكات الإجتماعية ووظائف المجموعات.
- يناير 2011 - وصل إجمالي عدد حبات الأرز المُتبرع بها إلى 85 مليار حبة.
- يونيو 2011 - أُطلقت النسخة الأسبانية.
- سبتمبر 2011 - أطلقت النسختين الفرنسية والإيطالية.
- أكتوبر 2011 - أُطلقت النسخة الصينية.
- ديسمبر 2011 - أُطلقت النسخة الكورية.
- يناير 2012 - وصل إجمالي عدد حبات الأرز المُتبرع بها إلى أكثر من 94 مليار حبة، ووصل عدد اللاعبين المُسجلين إلى ما يزيد على مليون لاعب.
- فبراير 2012 - عُقد أسبوع «الأرز المجاني» العالمي الرسمي الأول، وأُطلق موضوعان جديدان (معالم الدنيا وعلوم التشريح).
- إبريل 2012 - إطلاق موضوع عن امتحان (سات).
- أغسطس 2013 - وصل إجمالي عدد حبات الأرز المُتبرع بها إلى 100 مليار حبة.
- فبراير 2015 - وصل إجمالي عدد حبات الأرز المُتبرع بها إلى 300 مليار حبة.

## وصلات خارجية
- الموقع الرسمي